# Juana G. Infantes Vera
Juana G. Infantes Vera  (Lima, Perú, 1907 - ibíd. 1974) fue una botánica, exploradora y profesora peruana. Realizó actividades académicas en la Universidad Nacional Mayor de San Marcos

## Publicaciones
- 1956. La importancia de la xilología en el Perú. Agronomía, Lima (Perú). Escuela Nacional de Agricultura y Veterinaria. Centro de Estudiantes de Agronomía. Números 85-91: 75
- 1969. Etnobotánica peruana: estudio taxonómico y etnobotánico de algunas plantas de valor económico, que se encuentran representadas en el arte antiguo del Perú y que se usan actualmente. 50 pp.
- 1964. Vegetales que los antiguos peruanos usaron para comida y bebidas y que se usan actualmente. ACIA 35 (3 ): 15: 16
- 1961. Revisión del género Cantua (Polemoniaceae). Lilloa 31: 75-107 31 pp.
- 1962. Estudio taxonómico, histológico y etnobotánico de algunas plantas útiles de Perú: contribución a la etnobotánica peruana. Editor	Universidad Nacional Mayor de San Marcos, 38 pp.

## Epónimos
- (Asteraceae) Cronquistianthus infantesii R.M.King & H.Rob.[3]
- La abreviatura «Infantes» se emplea para indicar a Juana G. Infantes Vera como autoridad en la descripción y clasificación científica de los vegetales.[4]